# Netolice
Netolice (deutsch Nettolitz, auch Netolitz) ist eine Stadt in Tschechien. Sie liegt 23 Kilometer nordwestlich des Stadtzentrums von Budweis und gehört zum Okres Prachatice.

## Geographie

### Lage

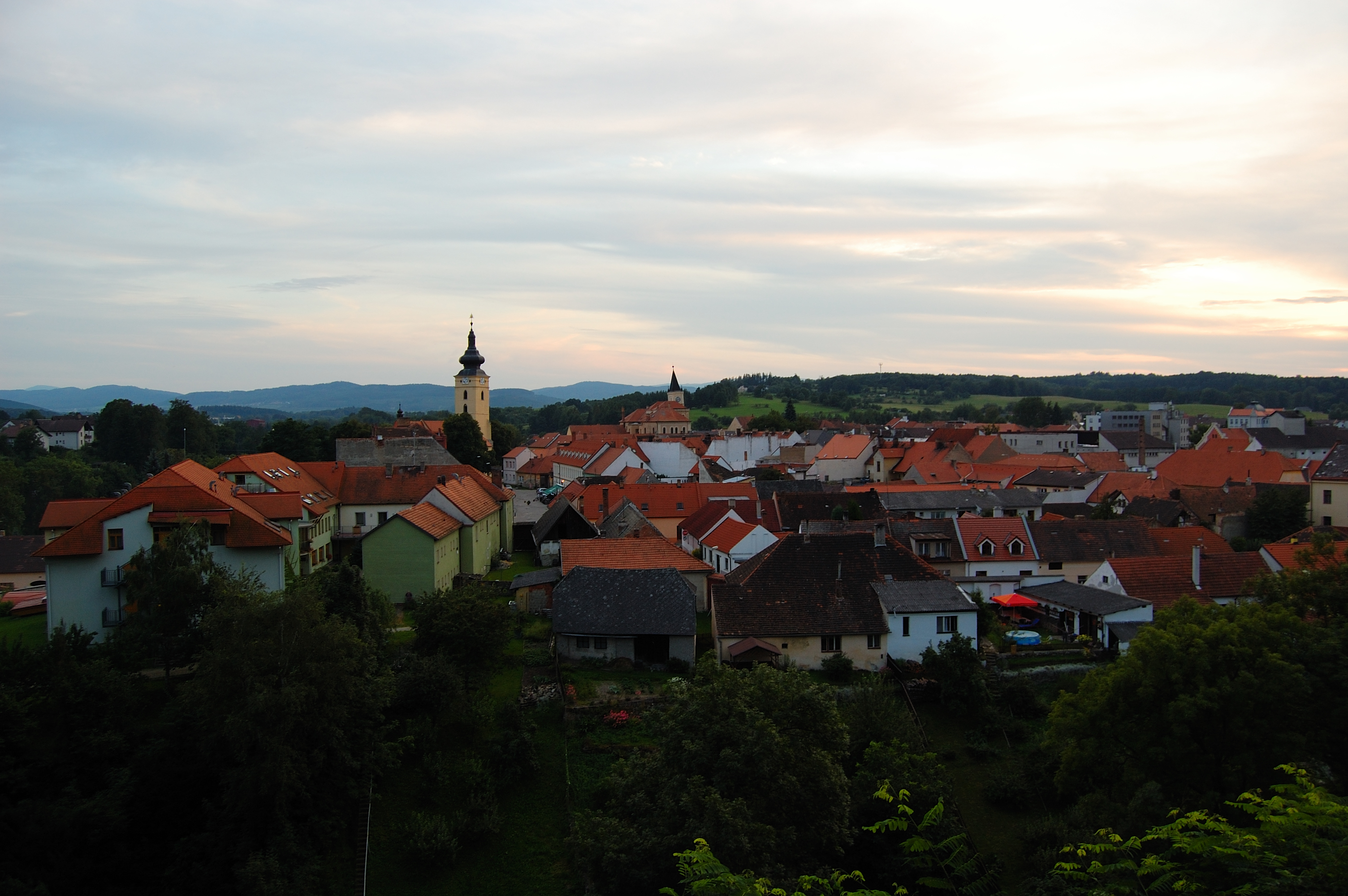
Netolice (2009)

Netolice befindet sich in den als Nettolitzer Hügelland bezeichneten nördlichen Ausläufern des Blanský les am Bezdrevský potok, der hier auch Netolický potok genannt wird. Südlich und westlich der Stadt liegen mehrere größere Teiche. Netolice ist Kreuzungspunkt der Staatsstraßen 145 zwischen Budweis und Vimperk mit der 122 zwischen Smědeč und Týn nad Vltavou sowie Ausgangspunkt der 142 nach Volyně.
Nachbarorte sind Krtely und Hradiště im Norden, Hláska und Podeřiště im Nordosten, Mahouš und Olšovice im Osten, Hlodačky und Babice im Südosten, Lužice und Grejnarov im Süden, Peklo, Podroužek, Švarcenberk und Hrbov im Südwesten, Petrův Dvůr und Kratochvíle im Westen sowie Velký Bor im Nordwesten.

### Nachbargemeinden
| Strunkovice | Malovice                                    | Olšovice       |
| Hracholusky | Kompassrose, die auf Nachbargemeinden zeigt | Mahouš         |
|             | Lhenice                                     | Lužice, Babice |

## Geschichte

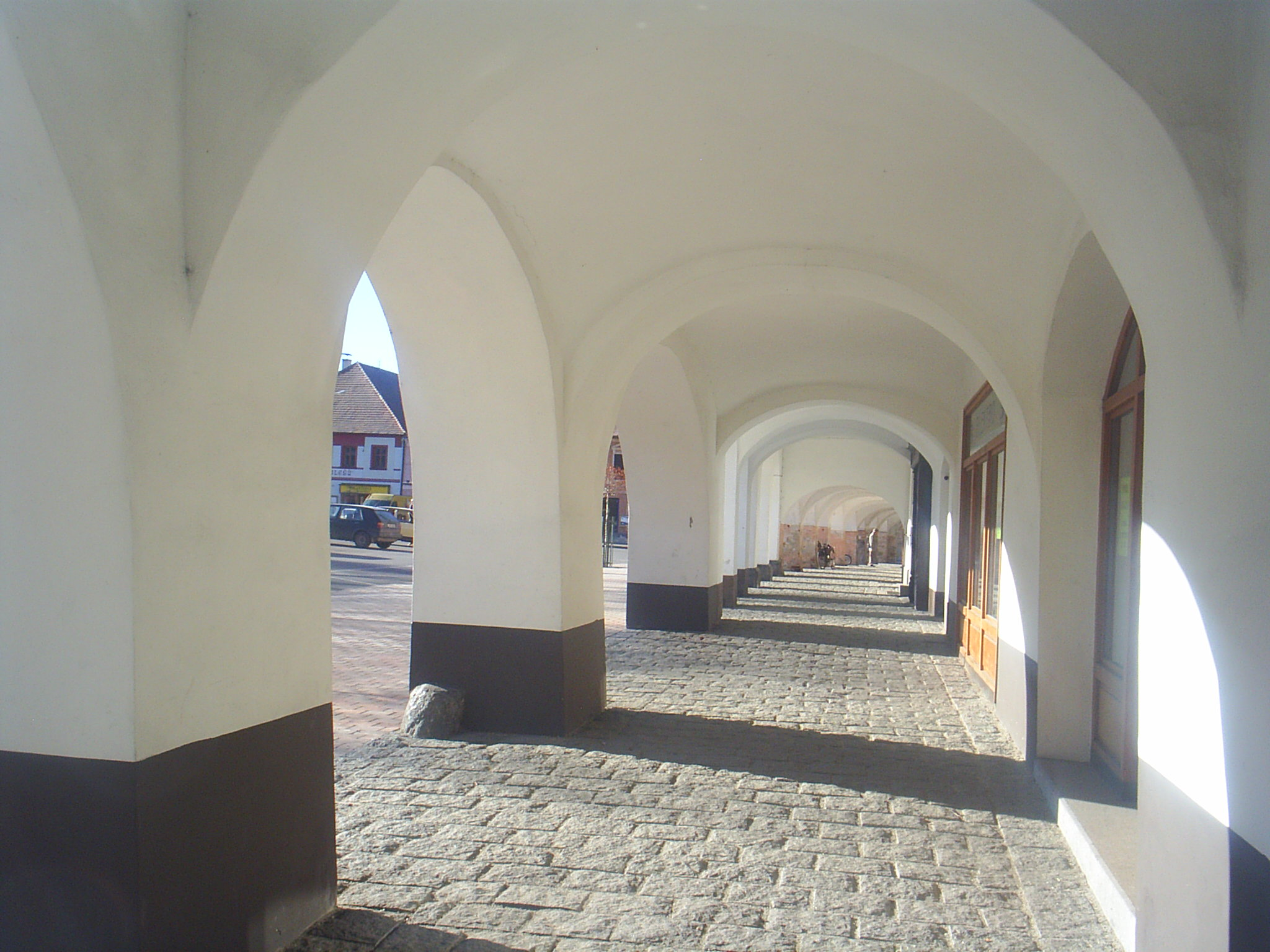
Laubengang auf dem Stadtplatz

Nach der Chronica Boemorum soll Netolice im Jahre 981 eine der Grenzfesten des Fürsten Slavník gewesen sein. Nach der Vernichtung der Slavnikiden durch die Přemysliden übernahmen diese die Burg, die im 13. Jahrhundert unterging.
Unterhalb der Burg entstand die Vorburg mit der Kirche des Hl. Wenzel, deren Existenz seit 1167 als gesichert gilt und um die eine Stadt entstand. Eine frühere, auf 1088 datierte Urkunde darüber, entstand wahrscheinlich auch zu dieser Zeit. 1253 findet sich in einer Urkunde Ottokar II. Přemysls die letztmalige Erwähnung eines Kastellans von Netolice. Nach der Gründung des Klosters Goldenkron 1263 durch Ottokar II. überließ dieser Netolice dem Kloster. 1284 erfolgte die Weihe der Kirche Mariä Himmelfahrt.
Seit der Stadtgründung bis zum 14. Jahrhundert lebte in Netolice überwiegend deutsche Bevölkerung, deren Anteil später auf eine unbeachtliche Minderheit zurückging. Netolice lag am Goldenen Steig und erlangte im Mittelalter Bedeutung durch die Viehmärkte.
Nach der Zerstörung des Klosters Goldenkron durch die Hussiten eignete sich Ulrich II. von Rosenberg dessen Besitzungen an. Nachdem Peter Wok von Rosenberg 1601 wegen Überschuldung Netolice an Rudolf II. verkaufen musste, überließ Ferdinand II. die Stadt 1621 seinem Günstling Hans Ulrich von Eggenberg. Nach dem Sieg in der Schlacht bei Sablat brannten die kaiserlichen Truppen unter Heinrich von Dampierre 1619 die Stadt nieder.
Nach dem Aussterben der Eggenberger ging Netolice 1719 an die Schwarzenberger über. Im 18. Jahrhundert verschafften die Pferdemärkte Netolice Bedeutung. Die von nur aus wenigen Häusern bestehenden Ansiedlungen geprägte ländliche Umgebung wurde zu einem Zentrum der Pferdezucht.
Nach der Ablösung der Patrimonialherrschaften wurde Netolice 1848 eine selbstständige Stadt. Die Stadt war Sitz eines Bezirksgerichtes und hatte 1930 2272 Einwohner.

## Gemeindegliederung
Die Stadt Netolice besteht aus den Ortsteilen Netolice (Nettolitz) und Petrův Dvůr (Peterhof) sowie den Ortslagen Kratochvíle (Kurzweil), Grejnarov (Greinerhof), Podroužek, Švarcenberk (Schwarzenberg) und Peklo. Grundsiedlungseinheiten sind Kratochvíle, Netolice, Petrův Dvůr und Podroužský mlýn.

## Partnergemeinde
- Ringelai, Deutschland – seit 2010

## Kultur und Sehenswürdigkeiten

### Museen
- Muzeum JUDr. Otakara Kudrny, Mírové náměstí 248

### Bauwerke
- Archeopark Netolice am Janský vrch, Ausgrabungsstätte des Burgstalles aus dem 10.–13. Jahrhundert
- St.-Wenzels-Kirche, errichtet im 13. Jahrhundert anstelle eines romanischen Vorgängerbaus und im 18. Jahrhundert barock umgestaltet
- Kirche Mariä Himmelfahrt, erbaut 1284, nach einem Umbau im Jahre 1625 erhielt sie 1770 ihre barocke Gestalt
- Schloss Kratochvíle, das zwei Kilometer nordwestlich der Stadt am Kratochvílský rybník gelegene Anlage entstand zwischen 1583 und 1589 auf den Fluren des wüsten Klosterhofes Rohn für Wilhelm von Rosenberg.
- Statuengruppe des Hl. Johannes von Nepomuk auf dem Markt
- Rathaus, Neorenaissancebau, errichtet 1869 mit Josef Niklas
- Rosenberger Häuser am Markt, in den Renaissancebauten befindet sich das Museum Otakar Kudrna.
- Gebäude der früheren Stadtbrauerei in Petrův Dvůr, 1663 gegründet und in der zweiten Hälfte des 19. Jahrhunderts umgebaut
- Marktbrunnen, 1677 vom Bildhauer Jiří Plánský geschaffen
- Krčín-Kanal, der im 16. Jahrhundert von Jakob Krčín von Jelčany angelegte acht Kilometer lange Kanal führt Wasser des Melhutka-Baches von Hrbova über mehrere Teiche zu den Fontänen im Schlosspark Kratochvíle

## Söhne und Töchter der Stadt
- Franz Andreas Holly (1747–1783), Komponist